# Shenzhou 18
Shenzhou 18 är en bemannad flygning med en kinesisk rymdfarkost av typen Shenzhou. Den sköts upp med en Chang Zheng 2F/G raket från Jiuquans satellituppskjutningscenter i Inre Mongoliet den 25 april 2024. Några timmar efter uppskjutningen dockade farkosten med den kinesiska rymdstationen Tiangong.
Under flygningen genomförde man två rymdpromenader.
Farkosten lämnade rymdstationen den 3 november 2024. Några timmar senare återinträdde den i jordens atmosfär och landade i Inre Mongoliet.

## Besättning
| Befälhavare    | Ye Guangfu Hans andra rymdfärd  |
| Flygingenjör 1 | Li Cong Hans första rymdfärd    |
| Flygingenjör 2 | Li Guangsu Hans första rymdfärd |